# Gastón Mazzacane
Gastón Hugo Mazzacane (ur. 8 maja 1975 w La Placie) – argentyński kierowca wyścigowy. Były kierowca Formuły 1 w latach 2000–2001 w zespołach Prost i Minardi.

## Kariera
W latach 1996–1998 Argentyńczyk startował w Międzynarodowej Formule 3000. Przez pierwsze dwa sezony ścigał się w zespole Auto Sport Racing i w tym czasie nie zdobył żadnych punktów. Trzeci sezon spędził w ekipie Astromega (dwukrotnie zmagania zakończył na szóstym miejscu) i w ogólnej punktacji zajął 21. miejsce.
W Formule 1 zadebiutował w 1999 roku w roli testera ekipy Minardi. Rok później był już etatowym kierowcą tego teamu. W całym sezonie najlepszym miejscem Gastóna była 8. pozycja podczas Grand Prix Europy, dzięki czemu rywalizację ukończył na 21. pozycji.
Na początku 2001 roku testował dla zespołu Arrows. Ostatecznie jednak zastąpił w ekipie Prost Nicka Heidfelda, który odszedł do szwajcarskiego zespołu Sauber. Niestety po czterech rozczarowujących występach, z których tylko jedno ukończył, w dodatku na niepunktowanej 12. pozycji, szef ekipy Alain Prost postanowił zastąpić go Brazylijczykiem Luciano Burti, który odszedł z Jaguar Racing. Sezon ostatecznie zakończył na 25. miejscu w klasyfikacji generalnej. W 2002 roku nie znalazł dla siebie miejsca w żadnej z ekip, chociaż był przymierzany do ekipy Phoenix, która miała powstać na bazie zlikwidowanego zespołu Prost. Ostatecznie jednak pomysł ten nie doszedł do skutku.
W roku 2004 zaangażował się w amerykańską serię Champ Car, gdzie startował w barwach ekipy Dale Coyne Racing. Wystartował w dziewięciu z czternastu rund. Najlepiej poradził sobie na ulicach Toronto, gdzie zajął 6. lokatę. Sezon ukończył na 17. pozycji z dorobkiem 73 punktów.
W latach 2005–2009 startował w zawodach Top Race V6, będących jedną z kategorii argentyńskich wyścigów samochodów turystycznych. W 2008 roku wystartował także w brazylijskiej Formule Truck (wyścigi ciężarówek).

## Starty w Formule 1
| Sezon | Zespół | Konstruktor       | Zgł. | PKT | P.   | P1 | P2 | P3 | Punkt. | PP | NO | NS | DK | NZ |
| --- | --- | ----------------- | ---- | --- | ---- | -- | -- | -- | ------ | -- | -- | -- | -- | -- |
| 2001 | Prost Grand Prix | Prost-Acer        | 4    | -   | 25   | -  | -  | -  | -      | -  | -  | 3  | -  | -  |
| 2000 | Minardi | Minardi-Fondmetal | 17   | -   | 21   | -  | -  | -  | -      | -  | -  | 5  | -  | -  |
| Razem | 2 | 2                 | 21   | -   | 1x21 | -  | -  | -  | -      | -  | -  | 8  | -  | -  |
| Sezon | Zespół | Konstruktor       | Zgł. | PKT | P.   | P1 | P2 | P3 | Punkt. | PP | NO | NS | DK | NZ |
| \| Legenda \| Legenda \| \| ------------------------------------------ \| ------------------------------------------------------------------------------------------------------------------------------------------------------------------------------------------------------------------------------------------------------------------------------------------------------------------------------------------------------------------------------------------------------------------------------ \| \| Zgł. PKT P. P1 P2 P3 Punkt. PP NO NS DK NZ \| Liczba zgłoszeń do wyścigów Liczba zdobytych punktów Pozycja zajęta w klasyfikacji generalnej Liczba zwycięstw Liczba drugich miejsc Liczba trzecich miejsc Wyścigi, w których kierowca punktował Liczba zdobytych pole position Liczba zdobytych najszybszych okrążeń Wyścigi, w których kierowca był niesklasyfikowany Wyścigi, w których kierowca był zdyskwalifikowany Wyścigi, do których kierowca się nie zakwalifikował \| | |                   |      |     |      |    |    |    |        |    |    |    |    |    |
| Legenda | |                   |      |     |      |    |    |    |        |    |    |    |    |    |
| Zgł. PKT P. P1 P2 P3 Punkt. PP NO NS DK NZ | Liczba zgłoszeń do wyścigów Liczba zdobytych punktów Pozycja zajęta w klasyfikacji generalnej Liczba zwycięstw Liczba drugich miejsc Liczba trzecich miejsc Wyścigi, w których kierowca punktował Liczba zdobytych pole position Liczba zdobytych najszybszych okrążeń Wyścigi, w których kierowca był niesklasyfikowany Wyścigi, w których kierowca był zdyskwalifikowany Wyścigi, do których kierowca się nie zakwalifikował |                   |      |     |      |    |    |    |        |    |    |    |    |    |